# レイン坊のアニメ箱
『レイン坊のアニメ箱』（レインぼうのアニメばこ）は、日本の短編アニメ集。1話5分。
NHK教育のプチプチ・アニメの枠で放送された事がある。

## スタッフ
- 製作：鈴木伸一
- 音楽：山下尚輝